# Huating
Die kreisfreie Stadt Huating (华亭市; Pinyin: Huátíng Shì), ehemals Kreis Huating (华亭县; Pinyin: Huátíng Xiàn), gehört zum Verwaltungsgebiet der bezirksfreien Stadt Pingliang in der chinesischen Provinz Gansu. Die Fläche beträgt 1.182 Quadratkilometer und die Einwohnerzahl 197.900 (Stand: Ende 2018).